# Каракалпакский язык
Каракалпа́кский язык (самоназвание: Qaraqalpaq tili, qaraqalpaqsha / Қарақалпақ тили, қарақалпақша) — язык каракалпаков, один из языков тюркской семьи. Распространён в основном Каракалпакстане (Узбекистан).
Первого декабря каждого года каракалпаки всего мира отмечают день предоставления каракалпакскому языку статуса государственного.

## Генеалогическая и ареальная информация
Генетически каракалпакский относится к кыпчакско-ногайской подгруппе кыпчакской группы тюркской семьи языков. Он сложился в среде кыпчакских племён, входивших в состав половцев, Золотой Орды и Большой Ногайской Орды. Наиболее близкие языки — казахский и ногайский, вместе с которыми каракалпакский язык образует ногайский кластер. Некоторые исследователи (А. Н. Самойлович, К. Г. Менгес и др.) считают каракалпакский язык, который очень близок к казахскому языку (особенно северо-восточный диалект каракалпакского), одним из диалектов казахского. Каракалпакский литературный язык основан на северо-восточном диалекте.
Язык распространён преимущественно в Каракалпакстане (северо-запад Узбекистана), а также в Хорезмской и Ферганской областях Узбекистана, Дашогузском велаяте Туркменистана, в некоторых районах Казахстана, Астраханской области РФ и Афганистане в местах проживания каракалпаков.

## Социолингвистическая информация
Число носителей — около 400 тыс. человек. Основная их часть проживает в Республике Каракалпакстан, где каракалпакский язык является официальным. Около 2 тыс. носителей живёт в Афганистане, меньшие диаспоры есть в России, Казахстане, Турции и других странах.
Литературный каракалпакский язык сложился в советское время, на основе северных говоров. Ранее ограниченно использовался литературный письменный язык на основе тюрки (грамотность — 2 %). На каракалпакском языке ведётся преподавание в начальной и средней школе, читаются некоторые дисциплины в Каракалпакском государственном университете им. Бердаха. В Нукусе издаётся газета «Erkin Qaraqalpaqstan». Основная регулирующая организация — Институт языка и литературы имени Нажима Давкараева.

### Диалекты
Обычно различают два диалекта: северо-восточный и юго-западный. Существует предположение о третьем, на котором говорят в Ферганской долине.

## Письменность

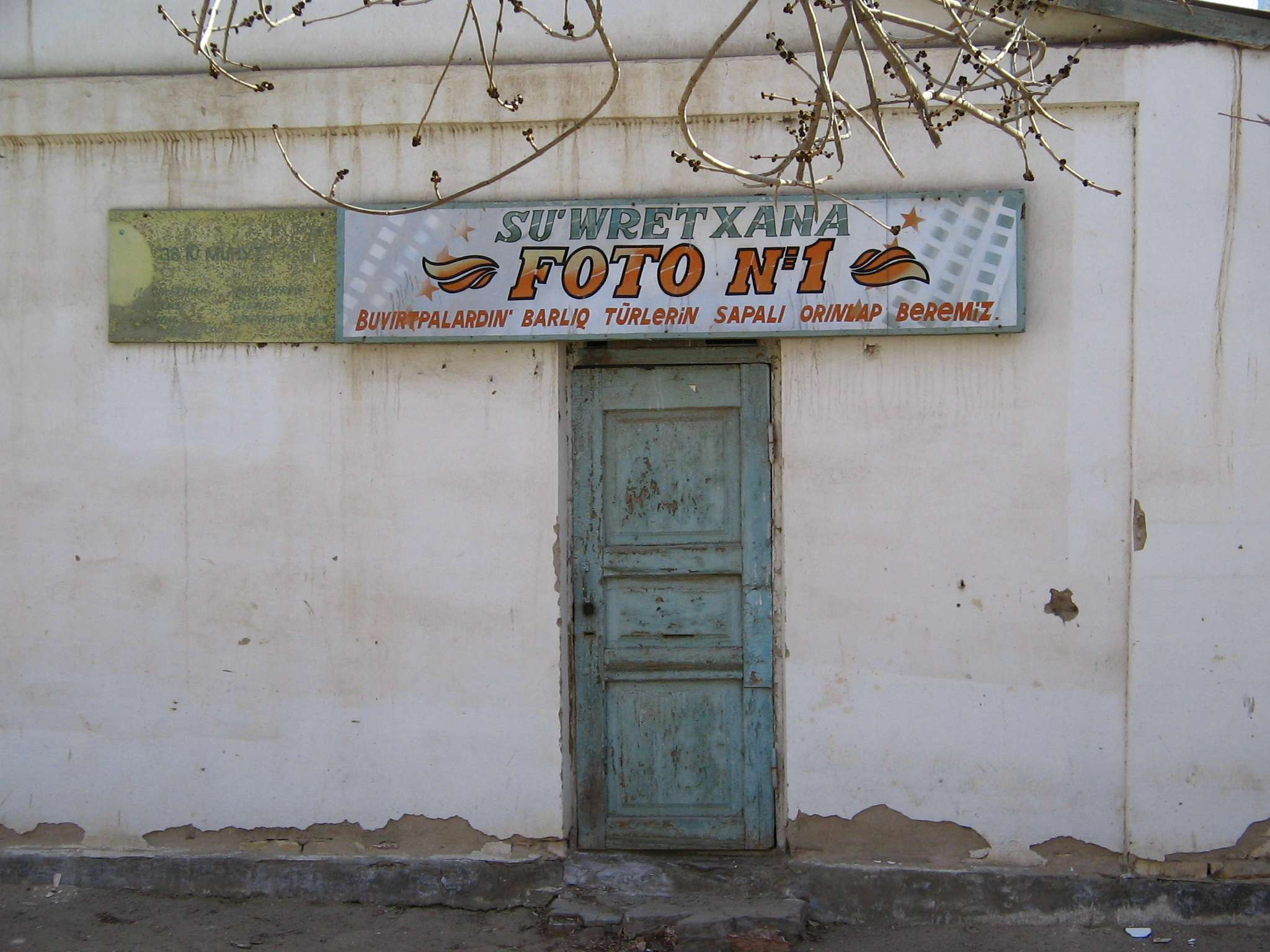
Вывеска фотосалона в Нукусе на латинице. 2006 год

С 1924 по 1928 годы использовался арабский алфавит; с 1928 по 1940 — алфавит на латинской основе. В 1940 году, в рамках процесса кириллизации письменностей языков СССР, был разработан и введён алфавит на кириллической основе. Её реформированный вариант был утверждён в 1957 г.
Кириллический каракалпакский алфавит:
| А а | Ә ә | Б б | В в | Г г | Ғ ғ | Д д | Е е | Ё ё |
| Ж ж | З з | И и | Й й | К к | Қ қ | Л л | М м | Н н |
| Ң ң | О о | Ө ө | П п | Р р | С с | Т т | У у | Ү ү |
| Ў ў | Ф ф | Х х | Ҳ ҳ | Ц ц | Ч ч | Ш ш | Щ щ | Ъ ъ |
| Ы ы | Ь ь | Э э | Ю ю | Я я |     |     |     |     |

После провозглашения независимости Узбекистана для каракалпакского языка, вслед за узбекским, в 1994 г. был утверждён алфавит на латинской основе. Первоначальный вариант был близок к турецкому, однако вскоре и узбекский, и каракалпакский алфавиты были пересмотрены: вместо букв с диакритическими знаками введены диграфы и буквы с апострофами. Последние изменения в новый каракалпакский алфавит были внесены в 2016 году: вместо букв с апострофами введены буквы с акутами.
Современный каракалпакский алфавит:
| А а | Á á   | B b | D d   | Е е | F f | G g | Ǵ ǵ | H h | X x |
| Í ı | I i   | J j | K k   | Q q | L l | М m | N n | Ń ń | О о |
| Ó ó | P p   | R r | S s   | Т t | U u | Ú ú | V v | W w | Y y |
| Z z | Sh sh | C c | Ch ch |     |     |     |     |     |     |

Переход на новую письменность должен был быть осуществлён к 2005 году.

## Типологическая характеристика
Для каракалпакского языка характерны те же типологические особенности, что и для большинства других тюркских языков.

### Тип выражения грамматических значений
Каракалпакский язык является синтетическим. Грамматические значения выражаются с помощью развитой системы аффиксов:
- Ata-m atız-ǵa bar-a-dı.
Отец-POSS.1SG поле-DAT идти-PRS-3
«Мой отец идёт в поле»
- Baratır-sa ald-ı-nan bir túlki shıǵ-a-dı.
идти. PROGR-COND.3 перед-POSS.3-ABL один лиса выходить-PRS-3
«Идёт он, а навстречу ему выходит лиса»

В то же время каракалпакский язык, как и большинство других тюркских, богат аналитическими глагольными комплексами наподобие «деепричастие + глагол в личной форме». Эти конструкции, находящиеся на разных стадиях грамматикализации, выражают разнообразные значения, в том числе аспектуальные и модальные. Например, сочетание деепричастия на -p с глаголом jat- «лежать» в форме причастия на -r с аффиксами лица грамматикализовалось в прогрессивное настоящее время:
- Ne qıl-ıp at-ır-sań?
что делать-CONV лежать-PART-2SG
«Чем ты занимаешься (сейчас)?»

Наиболее распространены в функции вспомогательных глаголы júr «идти», tur «стоять», otır «сидеть», jat «лежать», bol «быть», et «делать», al «взять», kel «приходить», shıq «выходить»; qoy-, sal «ставить», «класть»; jiber «отпускать» и др.
- Pil bala-nı jabayı haywan-lar-dan saqla-p júr-e-di.
слон ребёнок-ACC дикий животное-PL-ABL сохранять-CONV идти-PRS-3
«Слон сохраняет мальчика от диких зверей (букв.: „сохраняя идёт“)»

- O-lar suw-ǵa bat-ıp baratır-ǵan-dı qutqar-ıp qal-dı
PRON.3-PL вода-DAT тонуть-CONV идти. PROGR-PFCT-ACC спасти-CONV остаться-PST
«Они спасли утопающего»

### Тип морфологической структуры
По характеру границ между морфемами каракалпакский язык является агглютинативным. Для него не характерна семантическая фузия (кумуляция) — каждое грамматическое значение, как правило, выражается отдельным аффиксом:
- bala «ребёнок»;
bala-lar «дети»;
bala-lar-ım «мои дети»;
bala-lar-ım-da «у моих детей».

На стыках морфем могут проходить фонетические процессы, например: iyt «собака» + nı 'ACC' = iyt-ti «собаку» — прогрессивная ассимиляция согласного и гармонизация гласного.
В некоторых случаях возможны явления сандхи, то есть формальная фузия:
- не qıl-ıp > neǵıp «что сделав»;
qatın-ı-na > qatına «его жене».

### Тип маркирования
В именной группе основной тип маркирования — двойное. Вершинное существительное маркируется притяжательным суффиксом или изафетным показателем (совпадает с притяжательным суффиксом третьего лица). Зависимое маркируется показателем генитива:
- meniń kitab-ım
PRON.1SG.GEN книга-POSS.1SG
«моя книга»

Однако в случае изафетной конструкции наблюдается варьирующее маркирование, связанное с категорией детерминации. Зависимое существительное маркируется только при референтном употреблении (обозначает конкретный объект), при его нереферентном употреблении (обозначает класс объектов в целом) маркирование вершинное:
| bala-lar-dıń kitab-ı                           | vs. | bala-lar kitab-ı                                   |
| ребёнок-PL-GEN книга-POSS.3                    |     | ребёнок-PL книга-POSS.3                            |
| «книга детей (принадлежащая конкретным детям)» |     | «детская книга (предназначенная для детей вообще)» |

В предикации маркирование в целом зависимостное: актанты получают различные падежные показатели, глагол согласуется только с субъектом (элемент вершинного маркирования). При этом в отношении прямого объекта используется стратегия, похожая на стратегию маркирования в именной группе: референтный объект маркируется аккузативом, нереферентный — не маркируется:
- Ǵarrı duzaq sal-ıp júr-e-di
старик капкан ставить-CONV идти-PRS-3
«Старик ставит капканы (постоянно занимается установкой капканов)»
- Ǵarrı duzaq-tı sal-dı
старик капкан-ACC ставить-PST.3
«Старик поставил капкан (один конкретный капкан)».

### Типролевой кодировки
Каракалпакский язык, как и другие тюркские языки, является аккузативным:
- Túlki (Агенс) juwır-a-dı
лиса бежать-PRS-3
«Лиса бежит»
- Túlki (Пациенс) uyqıla-y-dı
лиса спит-PRS-3
«Лиса спит»
- Túlki (Агенс) qus-tı (Пациенс) je-di. 
лиса птица-ACC есть-PST.3
«Лиса съела птицу»

### Порядок слов в предложении
Базовый порядок слов в каракалпакском языке — SOV:
- Sapar (S) kitap-tı (O) oq-ıy-dı (V).
Сапар книга-ACC читать-PRS-3
«Сапар читает книгу»

## Общие фонетические и морфологические особенности

### Фонетика и фонология

#### Гласные
- 9 гласных фонем : /a/, /æ/, /e/, /o/, /œ/, /u/, /y/, /i/, /ɯ/.
- Гласный [æ] более низкого подъёма, встречается, в основном, в словах арабского и персидского происхождения[2].
- Гласные [i], [ɯ], [y], [u] более узкие, неполного образования[2]. До орфографической реформы 1957 г. [i] и [ɯ] в ослабленной позиции в первом слоге не обозначались на письме: ktap [kitap] (совр. орфогр. — kitap), pşaq [pɯʃaq] (pıshaq), тли [tili] (tili)[12].
- Сингармонизм по ряду и огубленности, причём последний не отражается в орфографии (túlki [tylky] «лиса», qudıq [quduq] «колодец»);

| Гласный | Может следовать за: |
| ------- | ------------------- |
| a       | a, ɯ                |
| æ       | e, i                |
| e       | e, i                |
| i       | e, i                |
| o       | a, o, u, ɯ          |
| œ       | e, i, œ, y          |
| u       | a, o, u             |
| y       | e, œ, y             |
| ɯ       | a, ɯ                |

В заимствованиях из русского и других языков сингармонизм соблюдается не всегда.

#### Согласные
- 25 согласных фонем, из которых 4 (отмечены скобками) встречаются только в заимствованиях:

|            | Лабиальный | Лабиальный | Альвеолярный | Альвеолярный | Палатальный | Палатальный | Велярный | Велярный | Увулярный | Увулярный | Глоттальный | Глоттальный |
| ---------- | ---------- | ---------- | ------------ | ------------ | ----------- | ----------- | -------- | -------- | --------- | --------- | ----------- | ----------- |
| Взрывной   | p          | b          | t            | d            |             |             | k        | g        | q         |           |             |             |
| Аффриката  |            |            | (ʦ)          |              | (ʧ)         |             |          |          |           |           |             |             |
| Щелевой    | (f)        | (v)        | s            | z            | ʃ           | ʒ           | x        | ɣ        |           |           | h           |             |
| Носовой    | m          | m          | n            | n            |             |             | ŋ        | ŋ        |           |           |             |             |
| Дрожащий   |            |            | r            | r            |             |             |          |          |           |           |             |             |
| Боковой    |            |            | l            | l            |             |             |          |          |           |           |             |             |
| Скользящий | w          | w          |              |              | j           | j           |          |          |           |           |             |             |

- общетюркским [tʃ] и [ʃ] соответствуют [ʃ] и [s] (qus «птица» против общетюркск. [quʃ], [qaʃ] «убегать» против общетюркск. [qatʃ]) — общая черта языков ногайского кластера;
- так же как в ногайском языке и, в отличие от казахского, аффиксы на -l- не имеют вариантов l/d/t (taslar «камни» против каз. тастар);
- в анлауте возможны звонкие [d] и [ɣ] — влияние огузских языков.

### Морфология
- Отсутствие префиксов и предлогов, только суффиксы и послелоги.
- Обилие междометий, звукоподражательных и образоподражательных слов (shır-shır «щебетание птиц», qum-qunt «шелест травы», lek-lek «равномеренное покачивание», mılja-mılja «измятое состояние предмета»).

#### Существительное
- нет категории рода, есть два разряда: людей/не-людей;
- категория числа: показатель множественного числа -lar/-ler;
- категория принадлежности: посессивные аффиксы;
- категория падежа: основной, родительный, винительный, дательный, местный, исходный.

#### Глагол
- категория времени: настояще-будущее, будущее и прошедшее (в изъявительном наклонении);
- многочисленные синтетические и аналитические способы выражения аспектуальных и модальных значений;
- 5 форм залога (актантной деривации): основной, взаимно-совместный, возвратный, страдательный, понудительный (каузатив);
- неличные формы — несколько видов причастий, деепричастий, масдаров.

## Лексика
Основу лексики каракалпакского языка составляет кыпчакский слой.
Примеры заимствований:
- древнейшие: китайские (zań «закон», shanaq «чашка»), древнеиранские (arna «канал», kent «город»), санскритские (baksı «сказитель»);
- арабские и персидские;
- русские (включая международную лексику).

### Числа
Bir — 1, eki — 2, úsh — 3, tórt — 4, bes — 5, altı — 6, jeti — 7, segiz — 8, toǵız — 9, on — 10, júz — 100, mıń — 1000, on jeti  — 17, eki júz — 200, on eki míń — 12000